# John Pickering (football)
John Pickering (né le 7 novembre 1944 à Stockton-on-Tees en Angleterre du Nord-Est et mort le 30 mai 2001) était un footballeur professionnel anglais, qui évoluait au poste de défenseur, avant de devenir ensuite entraîneur.

## Biographie

### Carrière de joueur
Il jouait à Halifax Town de 1965 à 1974, puis a évolué une dernière saison avec Barnsley.
C'était le joueur d'Halifax Town le plus capé.

### Carrière d'entraîneur
Il entrainait les clubs de Blackburn Rovers et de Lincoln City.